# Tuka Timur (germà de Batu Khan)

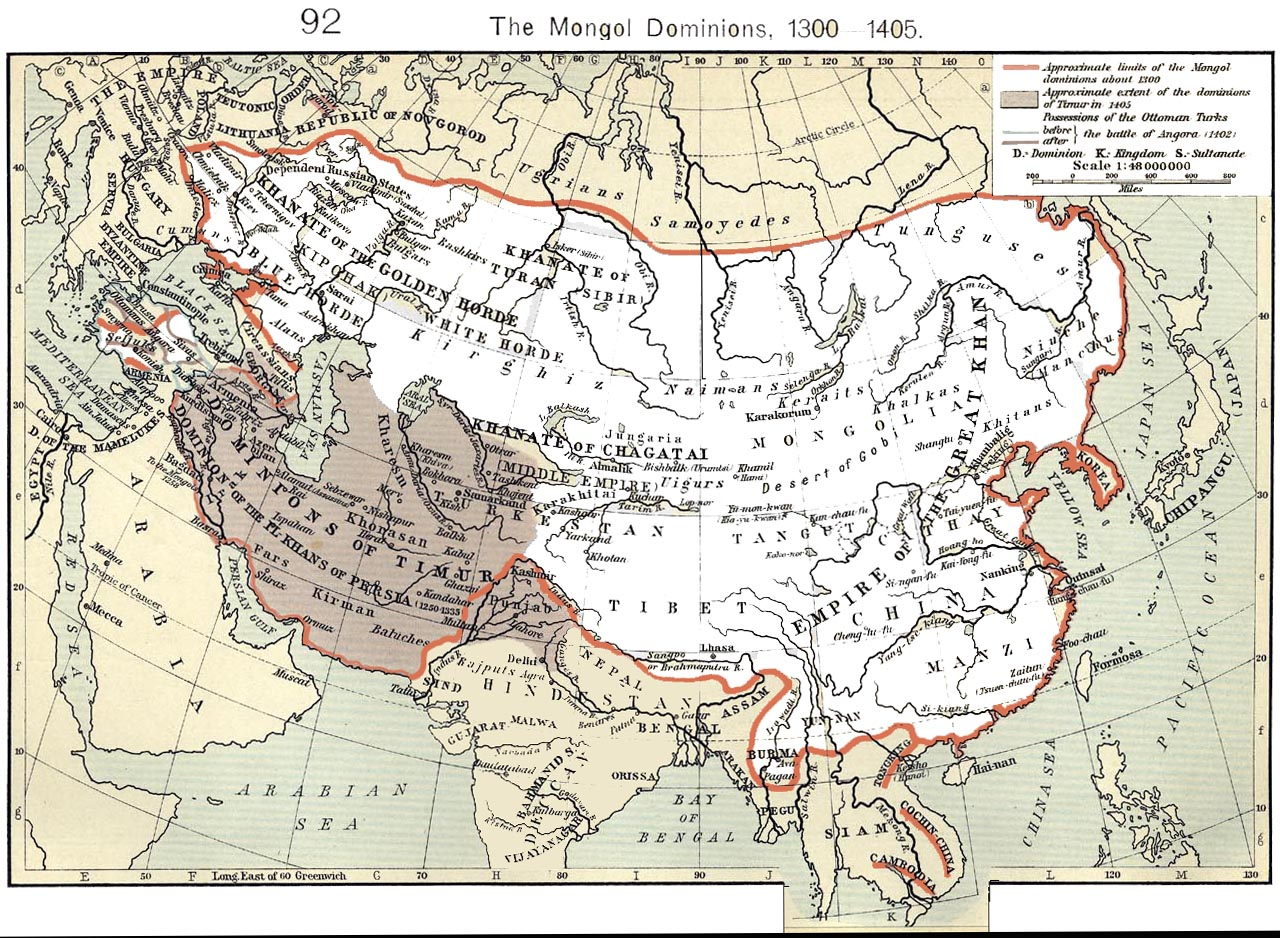
Mapa de l'Imperi Mongol.

Tuka Timur (Togha Temur i altres variacions) (s. XIII) fou fill de Jotxi i germà de Batu Khan. Els seus descendents apareixen més tard amb el títol de khoja, és a dir descendents dels califes, probablement per algun enllaç matrimonial. Tuka fou el fill més jove de Jotxi; el fill petit o Fill del Cor era molt important en la tradició mongola (en l'herència rebia les terres de pastura més properes al nucli original). Se l'esmenta per primer cop el 1229 quan tots els fills de Jotxi (que ja havia mort) excepte Tuka Timur, van assistir a la proclamació d'Ogodei com a khakan; Tuka, potser per la seva edat, es va quedar al càrrec de l'ulus de Jotxi; al retorn de Batu, el seu germà, Tuka Timur va donar una festa que va durar tres dies. Quan fou proclamat khakan Mongke, el 1251, Tuka Timur fou el representant de l'ulus de Jotxi juntament amb el seu germà Berke Khan. Tuka fou el primer príncep mongol que obertament va adoptar l'islam com a religió, seguit poc després per Berke. Tuka Timur i els seus germans Singkur i Siklum, pertanyien a l'ala esquerra o part oriental de l'ulus de Jotxi, que dirigia Orda Khan, el germà més gran. La data de la seva mort no se sap però no fou gaire després del 1267 any en què va pujar al tron Mongke Temur doncs aquest ja va cedir feus al seu fill Urang Timur.